# Kanzen-naru shiiku: Ai no 40-nichi
Kanzen-naru shiiku: Ai no 40-nichi (Nhật: 完全なる飼育 愛の４０日 Hepburn: Kanzen-naru shiiku: Ai no 40-nichi, tạm dịch: Yêu kẻ bắt cóc 2: 40 ngày yêu, tiếng Anh: Perfect Education 2: 40 Days of Love) là một bộ phim điện ảnh đề tài tâm lý tội phạm, khiêu dâm và lãng mạn của Nhật Bản năm 2001 do Nishiyama Yôichi làm đạo diễn và Shimada Gen viết kịch bản, dựa trên cuốn tiểu thuyết Joshikôkôsei yuukai shiiku jiken của nữ nhà văn Matsuda Michiko. Đây là tác phẩm thứ hai nằm trong loạt phim điện ảnh dài kì Perfect Education. Phim có sự tham gia diễn xuất của Takenaka Naoto, Fukaumi Rie, Hida Yasuhito và Yu Tokui.

## Tóm tắt nội dung
Một cô gái trẻ tên Tsumura Haruka (Rie) ghé thăm một bác sĩ tâm lý trị liệu (Naoto) để nhờ ông chữa trị tật nhìn thấy UFO của mình. Vị bác sĩ đã dùng bóng đèn bị bật tắt liên tục để thôi miên Haruka, đưa cô vào tiềm thức và để cô gái trẻ kể lại cho ông nghe về quá khứ thời của mình. Hakura quá khứ là một nữ sinh 17 tuổi, đã phải sống tự lập từ nhỏ khi mất cả cha và em trai bởi một cơn lũ, còn mẹ cô thường xuyên vắng nhà, ít quan tâm đến cô. Khi đang đi dạo một mình vào buổi tối, cô bị một thầy giáo trạc tuổi trung niên lạ tên Sumikawa Tatsuaki (Yasuhito) bắt cóc và đem về nhà riêng. Sau khi còng tay hai tay Haruka, Tatsuaki còn dí dao ép cô tự lột đồ rồi bắt cô khai ra thông tin cá nhân của mình và bắt đầu chụp ảnh, ghi lại nhật trình giam hãm cô gái trẻ, với mục đích chính là "huấn luyện" chuyện tình ái với cô nữ sinh. Vào ban ngày khi vắng nhà, Tatsuaki dán băng bịt miệng Haruka và trói cuộn cô vào chăn để ngăn cô trốn thoát. Trở lại lúc Haruka hiện tại đang kể chuyện, vị bác sĩ tâm lý sực nhớ ra tên của Tatsuaki từng được ghi trong một vụ án trên tập báo mà ông lưu trữ. Quay lại mạch truyện chính, Tatsuaki trở về nhà vào chiều tối và cởi trói cho Hakura, tiếp đó mua đồ cho cô ăn tối cũng như tắm rửa, cọ lưng cho cô gái, riêng phần đằng trước Hakura không để anh chạm vào. Ở những ngày kế tiếp, mặc cho Hakura vùng vẫy trong vô vọng, Tatsuaki vẫn đối xử nhẹ nhàng và ân cần với cô, thậm chí còn mua cho cô một chiếc áo mới. Trong lúc thay áo, Hakura được thầy đưa cho cây kéo và cơ hội để đâm Tatsuaki nhưng cô không làm vậy, rồi anh tiết lộ với Hakura rằng anh sẵn sàng để cô đâm chết vì yêu cô, khiến Haruka trằn trọc suy nghĩ suốt mấy đêm liền.
Một ngày nọ, một cô gái trẻ đến nhà Tatsuaki và bất chấp cô này bộc lộ tình cảm với anh, anh vẫn từ chối; còn Hakura ở trong nhà nghe hết mọi chuyện. Khi thấy Hakura nũng nịu, Tatsuaki tâm sự với cô rằng anh chỉ sống từ nhỏ với mỗi mẹ, không hề có bạn bè hay người yêu thân thích. Sau khi mẹ qua đời, anh coi cô như người yêu và người thân duy nhất của mình. Những lời của Tatsuaki làm Hakura cảm động, nên sáng ngày hôm sau cô chủ động làm lành và chấp nhận để anh phá trinh của mình. Về sau Hakura để Tatsuaki thoải mái dạy cho cô mọi thứ mà thầy muốn, kể cả việc anh kì cọ phần ngực và bụng đằng trước của cô, dẫn đến anh dùng tay kích thích bầu vú làm cô hứng tình. Tatsuaki còn thu lại tiếng rên của Hakura mỗi lần hai người ân ái làm cô kích thích, từ đó hôn hít và mơn trớn rồi lên giường với cô. Đêm khác Hakura cũng đáp lại Tatsuaki bằng cách thổi kèn cho anh. Tuy nhiên Hakura cũng nói rằng mình không muốn kéo dài quan hệ với Tatsuaki và bị anh bỏ ngoài tai. Kế đó Tatsuaki đưa Hakura đến thăm ngôi nhà cũ mà mẹ con anh từng sống; khi thấy chiếc đệm đặt trong phòng ngủ, họ thêm một lần nữa có những trận giao hoan cuồng nhiệt không ngừng nghỉ tại đây, đến nỗi suýt bị những người đến thuê nhà phát hiện. Trên đường đi về, Hakura được cảnh sát nhận diện là nạn nhân bị bắt cóc, cô cũng chỉ định Tatsuaki là hung thủ nên anh bị bắt giữ. Trở về mạch truyện hiện tại, Hakura hiện tại thừa nhận với vị bác sĩ rằng cô không thể quên mối tình với Tatsuaki, và vụ việc người đàn ông này bị tai nạn chết cách đó không lâu là nguyên nhân khiến cô bị mắc tật ám ảnh với UFO. Sau khi biết được căn nguyên của bệnh và được ông bác sĩ chữa khỏi, Hakura trở về nhà với tâm trạng bồi hồi về những chuyện đã xảy ra.

## Phân vai
- Fukaumi Rie vai Tsumura Haruka
- Hida Yasuhito vai Sumikawa Tatsuaki
- Takenaka Naoto vai vị bác sĩ trị liệu tâm lý

## Đánh giá
Trang VCinemas đưa ra bình luận về bộ phim, "Đối với khán giả đại chúng, phim có thể quá khó tin và gây khó hiểu, và những người hâm mộ dòng phim arthouse có thể cho rằng tác phẩm không đáng thưởng thức. Tuy nhiên với những người có thể hài lòng với cách dẫn dắt câu chuyện chậm chạp của phim, những màn diễn xuất lãnh đạm và chủ đề gây nhức nhối, 'Perfect Education: 40 Days of Love' có thể làm tăng những góc nhìn nổi bật về các mối quan hệ, địa ngục mà chúng ta dấn thân vào và cả những yếu tố khác để khởi động và duy trì chúng." Cây bút Jim McLennan từ chuyên trang web đánh giá phim Film Blitz thì nhận xét, "Bất chấp những e ngại về mặt đạo đức không thể phủ nhận, tôi vẫn không thể hoàn toàn từ chối những ưu điểm của bộ phim... Trong khi 90% bối cảnh phim diễn ra trong một căn hộ dù cho đã được trang bị tốt, thì các màn diễn xuất lại không hề tương xứng.